# أوليفر هيل (محامي)
أوليفر هيل (بالإنجليزية: Oliver Hill)‏ هو محامي أمريكي، ولد في 1 مايو 1907 في ريتشموند في الولايات المتحدة، وتوفي بنفس المكان في 5 أغسطس 2007.

## وصلات خارجية
- أوليفر هيل على موقع الموسوعة البريطانية (الإنجليزية)